# تشبیب
در قصاید مدحی عموما چهار بخش قابل ملاحظه است: تشبیب، تخلص، مدح و دعای تأبید.
به ابیات شروع قصیده تغزل(شعر عاشقانه گفتن) یا تشبیب(احوال ایام جوانی را ذکر کردن) و یا نسیب(شعر لطیف درباره زنان) میگویند.
این ابیات معمولاً وصف طبیعت یا شرح وصال یا فراق معشوق است و شنونده را آماده شنیدن ادامه قصیده میکند.
در اکثر قصاید، به ویژه قصایدی که موضوع آنها مدح نیست، بدون تشبیب و تغزل و نسیب سروده شده اند و شاعر بدون مقدمه چینی، وارد اصل مطلب میشود به چنین قصیده ای محدود یا «مُقتَضَب» گفته میشود.